# Rugby Club Hilversum
Rugby Club Hilversum is een rugbyvereniging die is opgericht in 1954 door een aantal leden van de Naardense Rugby Club 't Gooi die besloten een eigen vereniging te beginnen. De eerste officiële wedstrijd werd gespeeld op 7 november 1954 tegen A.A.C.
RC Hilversum heeft drie herenteams, twee damesteams (beide samenwerkingsverbanden met andere verenigingen) en jeugdteams in alle leeftijdscategorieën. Het eerste herenteam speelt sinds jaar en dag in de Ereklasse, de hoogste competitie in het Nederlandse rugby. Ook de dames spelen op het hoogste niveau.

## Erelijst
- Kampioenschap van Nederland (19): 1957, 1958, 1959, 1960, 1962, 1965, 1974, 1975, 1976, 1982, 1983, 1984, 1986, 2010, 2011, 2012, 2015, 2016, 2017